# Maria Golescu
Maria Golescu (n. 1897, București – d. noiembrie 1987, Eastbourne, Regatul Unit) a fost o medievalistă, feministă și deținut politic din România.

## Biografie
A fost fiica lui Zoe Golescu. Clasele primare și liceale le-a studiat cu profesori particulari după care la Universitatea din București i-a avut profesori pe Vasile Pârvan și Dimitrie Onciul. 
A fost condamnată la 14 ani de închisoare după ce a fost arestată în anul 1949. A făcut închisoare alături de soția liderului comunist Ion Mihalache, soții de miniștri, avocate, doctorițe, etc. În anul 1961 a fost eliberată și părăsește țara împreună cu mama ei pentru a se stabili in Marea Britanie, la Eastbourne.

## Legături externe
- Lada de zestre a Mariei Golescu Arhivat în 29 martie 2018, la Wayback Machine., revistacultura.ro, articol de Silvia Marin-Barutcieff și Cristina Bogdan
- Maria Golescu's correspondence (1946-1979)